# نيل وليامز
نيل وليامز (2 يوليو 1962 في سانت فينسنت والغرينادين - 27 مارس 2006 في سانت فينسنت والغرينادين) (بالإنجليزية: Neil Williams)‏ هو لاعب كريكت أسترالي. شارك مع منتخب إنجلترا للكريكت.

## وصلات خارجية
- نيل وليامز على موقع إي آس بي آن كريك إنفو (الإنجليزية)